# ساسوغا كيوكاوا
ساسوغا كيوكاوا (باليابانية: 清川 流石) (مواليد 20 يوليو 1996) هو لاعب كرة قدم ياباني.

## وصلات خارجية
- ساسوغا كيوكاوا على موقع رابطة كرة القدم اليابانية للمحترفين (اليابانية)
- ساسوغا كيوكاوا على موقع قاعدة بيانات كرة القدم.إي يو (الإنجليزية)
- ساسوغا كيوكاوا على موقع Soccerway.com (الإنجليزية)
- ساسوغا كيوكاوا على موقع عالم كرة القدم.نت (الإنجليزية)